# 史蒂夫·麦克奈尔
史蒂夫·麦克奈尔（英語：Steve McNair，1973年2月14日—2009年7月4日），绰号Air McNair，前美式足球四分卫，其职业生涯主要效力于田纳西泰坦队。
麦克奈尔大学时在艾尔康州立大学效力，1994年曾获得沃尔特·佩顿奖（Walter Payton Award）。1995年选秀中以第一轮第3顺位被休斯顿油人队选中，1997年起油人队迁至田纳西后（后改名泰坦队）成为常规先发四分卫。2005赛季结束后，他转会至巴尔的摩乌鸦队并于两个赛季后退役。
麦克奈尔带领泰坦队四次进入季后赛、乌鸦队一次进入季后赛，并曾闯入第三十九届超级碗。他是泰坦队历史上的传球纪录保持者，曾三次入选明星碗，一次入选全明星队（All-Pro），并于2003年获NFL最有价值球员称号。
2009年7月4日，麦克奈尔被他的情人萨赫勒·卡齐米（Sahel Kazemi）枪杀身亡，卡齐米随后亦举枪自尽。